# ليا ميلر
ليا ميلر هي مقدمة تلفزيونية كندية، ولدت في 20 يوليو 1981 في Etobicoke ‏ في كندا.

## وصلات خارجية
- ليا ميلر على موقع IMDb (الإنجليزية)
- ليا ميلر على موقع ألو سيني (الفرنسية)
- ليا ميلر على موقع قاعدة بيانات الفيلم (الإنجليزية)
- ليا ميلر على موقع كينوبويسك (الروسية)